# Sanâa Alaoui
Pour les articles homonymes, voir Sanaa Alaoui.
Sanâa Alaoui est une actrice marocaine à la carrière internationale. 
Jusqu’à aujourd’hui, elle a joué dans 10 pays en 5 langues : arabe (dont plusieurs dialectes), français, espagnol, anglais et allemand. 
Elle est née et vécu à Casablanca. Jusqu’à son baccalauréat obtenu au lycée Lyautey. 
Puis elle est partie s’installer à Paris où elle a étudié et travaillé en tant qu’actrice. 
Aujourd’hui, elle s’est installée à nouveau dans son pays natal où sa popularité grandit de plus en plus grâce à ses rôles puissants qu’elle incarne avec force et grâce. 

## Biographie
Sanâa Alaoui est née et a vécu à Casablanca jusqu'à son baccalauréat qu'elle a obtenu au lycée Lyautey.
Ses parents l'inscrivent au conservatoire de Casablanca à l'âge de 4 ans pour qu'elle y pratique la danse.
Elle poursuit ses études à Paris à l'Université de Paris X Nanterre, en art du spectacle, section cinéma et théâtre . Elle intègre ensuite les Cours Florent pendant trois ans. 
Elle rencontre à cette période Abdelkader Lagtaâ qui la lance dans le milieu du cinéma marocain grâce au long métrage Face à face dans lequel il lui confie le rôle principal.
Elle a tourné dans plusieurs pays avec des réalisateurs de renom, tels que, le mexicain Gustavo Loza, dans le long métrage métrage Al otro lado, où elle est en tête d’affiche aux côté notamment de Carmen Maura.
Elle a tourné également avec les réalisateurs belges d’origine marocaine, Adil El Arbi et Bilall Fellah dans deux de leurs longs-métrages à succès : Image et Black.
Elle joue en cinq langues : arabe, français, espagnol anglais et allemand..
Elle tient notamment le rôle principal féminin du téléfilm allemand La Sirène marocaine diffusé par ZDF, Arte Allemagne et Arte France, et interprète le rôle de Yasmina dans le long métrage Un novio para Yasmina d'Irene Cardona
Elle est en tête d'affiche de plusieurs séries marocaines, notamment de la série télévisée Asser El Medfoun de Yassine Fennane où elle joue le personnage de Ferdaous, diffusé lors du mois de ramadan en 2019 et de Nisf Qamar diffusée durant mars 2022. Elle tourne ensuite dans la série Ahlam Banat réalisé par Ali El Mejboud et diffusée sur MBC5 fin 2023, puis début 2024, dans la série télévisée Bin Laksour d'Hicham El Jebbari.
Grâce à sa formation en cinéma, à sa carrière internationale et à son regard artistique reconnu pour sa finesse et sa sensibilité, Sanaa Alaoui est régulièrement invitée à siéger dans les jurys de festivals prestigieux. Elle a déjà participé à 12 éditions en tant que jurée.

## Filmographie

### Cinéma
- 2002 : Face à face d'Abdelkader Lagtaâ : Amal
- 2005 : El khoubz el hafi de Rachid Benhadj : Mimouna
- 2007 : Yasmine et les hommes d'Abdelkader Lagtaâ : Yasmine
- 2007 : Oud Al ward ou la beauté éparpillée de Lahcen Zinoun : Oud l'Ward
- 2008 : Ça se soigne ? de Laurent Chouchan : Samia
- 2008 : Un novio para Yasmina d'Irene Cardona : Yasmina
- 2008 : Poupiya (court métrage) de Samia Charkioui
- 2010 : Terminus des anges d'Hicham Lasri, Narjiss Nejjar et Mohamed Mouftakir : Samia
- 2014 : Image d'Adil El Arbi et Bilall Fallah : Mina[4]
- 2015 : Black d'Adil El Arbi et Bilall Fallah : Mina[4]
- 2015 : Vols interdits (Vuelos prohibidos) de Rigoberto Lopez : Monica
- 2018 : La danse du vent (court métrage) de Driss Roukhe
- 2018 : Operation Red Sea de Dante Lam : Ina[4].
- 2021 : Murs Effondrés d'Hakim Belabbes : Hafida

### Télévision
- 2008 : Duval et Moretti de Stéphane Kaminka : Lila
- 2008 : Bajo el mismo cielo de Sílvia Munt
- 2008 : Julie Lescaut : Maud
- 2008 : Famille d'accueil de Stéphane Kaminka : Lila
- 2010 : Les Virtuoses : Nora Belassen
- 2011 : La Sirène marocaine, téléfilm de Lars Jessen : Mona
- 2011 : Section de recherches : Leïla Rezoug
- 2015 : La Brigade d'Adil Fadili
- 2016 : Le juge est une femme, épisode Mauvais genre : Dalila Bensalem
- 2019 : Qalb Karim, téléfilm d'Abdelhay Laaraki : Professeur Nezha
- 2020 : Dayer l'buzz d'Alaa Akaaboune : Noufi
- 2020 : Assir Al Madfoun d'Yassine Fennan : Ferdaous
- 2021 : Nisf Qamar de Jihane El Behhar : Hanane
- 2023 : Ahlam Banate de Soufiane Hennane : Aïsha
- 2024 : Bin Laksour d'Hicham El Jebbari : Sabah

## Distinctions
- 2007 : Prix du Premier rôle féminin au Festival national du film marocain pour son interprétation du personnage de Oud l'Ward dans Oud Al’ward ou La Beauté éparpillée de Lahcen Zinoun[4],[9].
- 2009 : prix Nouveau Talent au MedFilm Festival à Rome[10].
- Septembre 2017 : hommage au Festival du cinéma africain de Khouribga[4].
- Novembre 2017 : hommage au Festival Méditerranéen Cinéma et immigration de Oujda.[réf. nécessaire]
- Février 2018 : hommage au Festival international du cinéma des jeunes de Meknès.[réf. nécessaire]